# Aeronca

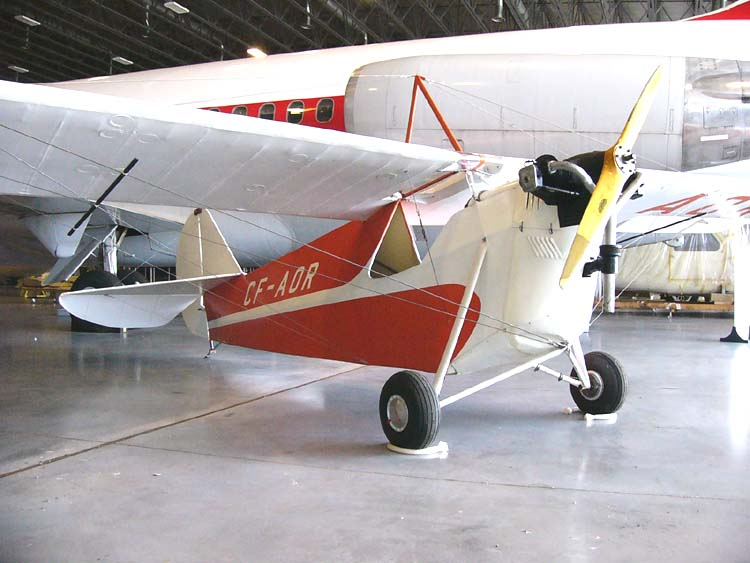
Aeronca C-2 „Flying Bathtub“

Aeronca Aircraft Corporation ist ein US-amerikanischer Hersteller von Flugzeugen, Flugmotoren und Hersteller von Komponenten der Luft- und Raumfahrt.

## Geschichte

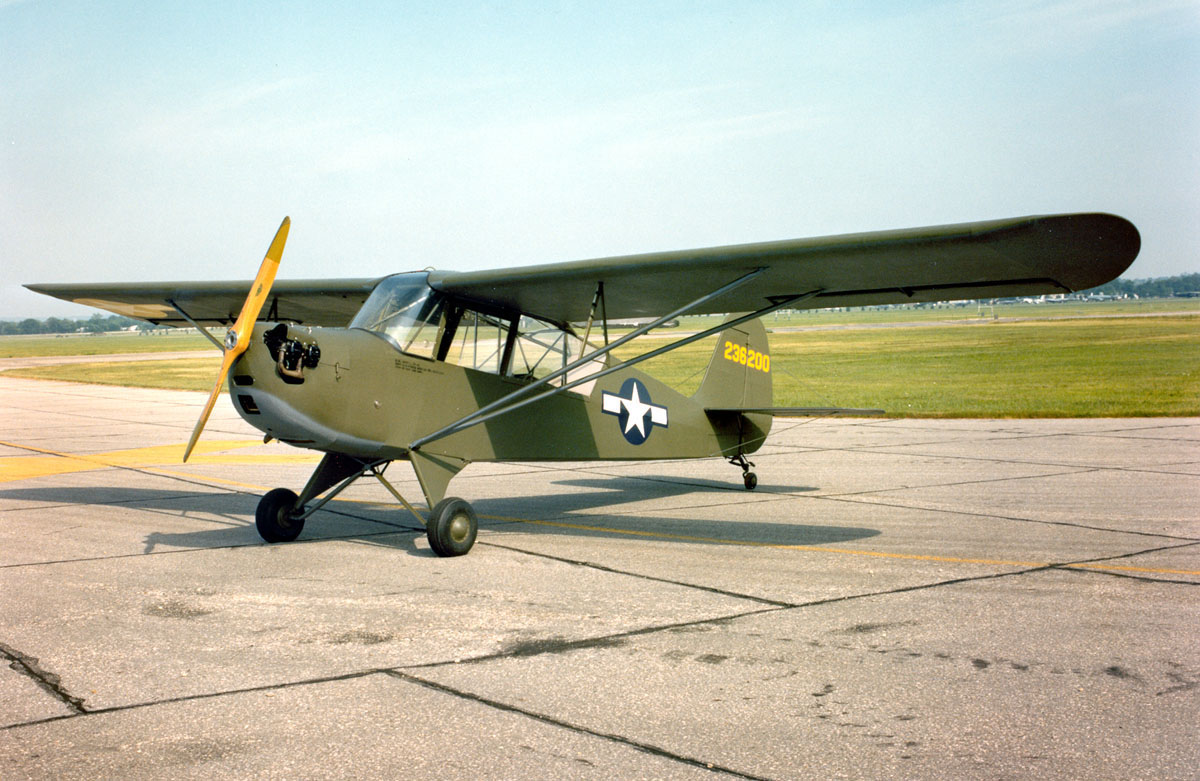
Aeronca L-3B Grasshopper USAF

Aeronca wurde am 11. November 1928 in Cincinnati, Ohio gegründet. Die Produktion befand sich am Cincinnati Municipal Lunken Airport.
In den 1930er und 1940er Jahren war das Unternehmen einer der größten Produzenten von General-Aviation-Flugzeugen und produzierte auch Motoren nach eigenen Entwürfen in den USA. Die Produktion begann 1929 mit dem von Jean A. Roche entworfenen Aeronca-C-2-Eindecker. Die Maschine wurde in den USA oft als „Flying Bathtub“ (fliegende Badewanne) bezeichnet.
Im Jahr 1937 gab es eine große Überschwemmung am Lunken-Flughafen in Ohio, fast der gesamte Flughafenbereich wurde überflutet und weggespült. Die Aeronca-Fabrik wurde fast völlig zerstört, einschließlich der Werkzeuge, Maschinen und fast aller frühen Dokumente und Entwürfe der Produktionszeit von 1929 bis 1937.

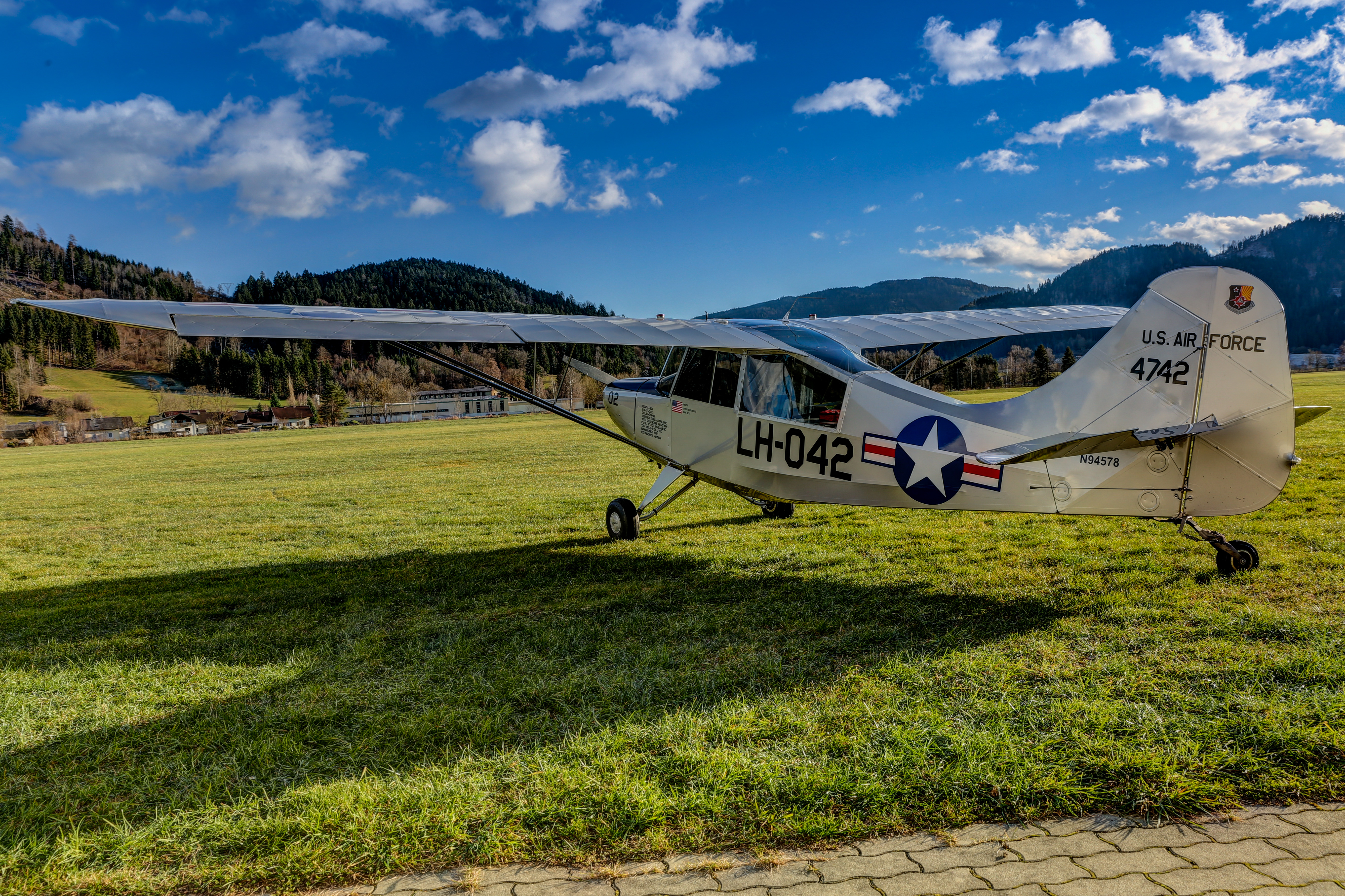
Aeronca L-16 7BCM 1947

Durch die finanzielle und politische Unterstützung der prominenten Gründerfamilie Taft – Senator Robert A. Taft war einer der Direktoren des Unternehmens – wurde Aeronca in Middletown, Ohio neu aufgebaut und nahm ihre Produktion dort wieder auf. Die erste Aeronca, die in Middletown produziert wurde, verließ am 5. Juni 1940 die Werkshallen. Während des Zweiten Weltkrieges fertigte Aeronca fast nur militärische Flugzeuge.
Die Produktion von Leichtflugzeugen wurde im Jahr 1951 aufgegeben. Bis zu diesem Zeitpunkt hatte Aeronca 17.408 Flugzeuge mit 55 verschiedenen Modellen hergestellt und verkauft. Die Champion Aircraft Corporation in Osceola, Wisconsin übernahm einen Teil der Leichtflugzeugproduktion; ab 1954 wurden dort die erfolgreichen Serien von Aeronca gefertigt. 1978 war bei Aeronca geplant, die Flugzeugproduktion eines Prototyps mit der Bezeichnung Foxjet ST600 erneut zu starten. Das Projekt wurde schließlich aus Mangel an der Verfügbarkeit von Jet-Triebwerken 1980 abgebrochen.

## Heute

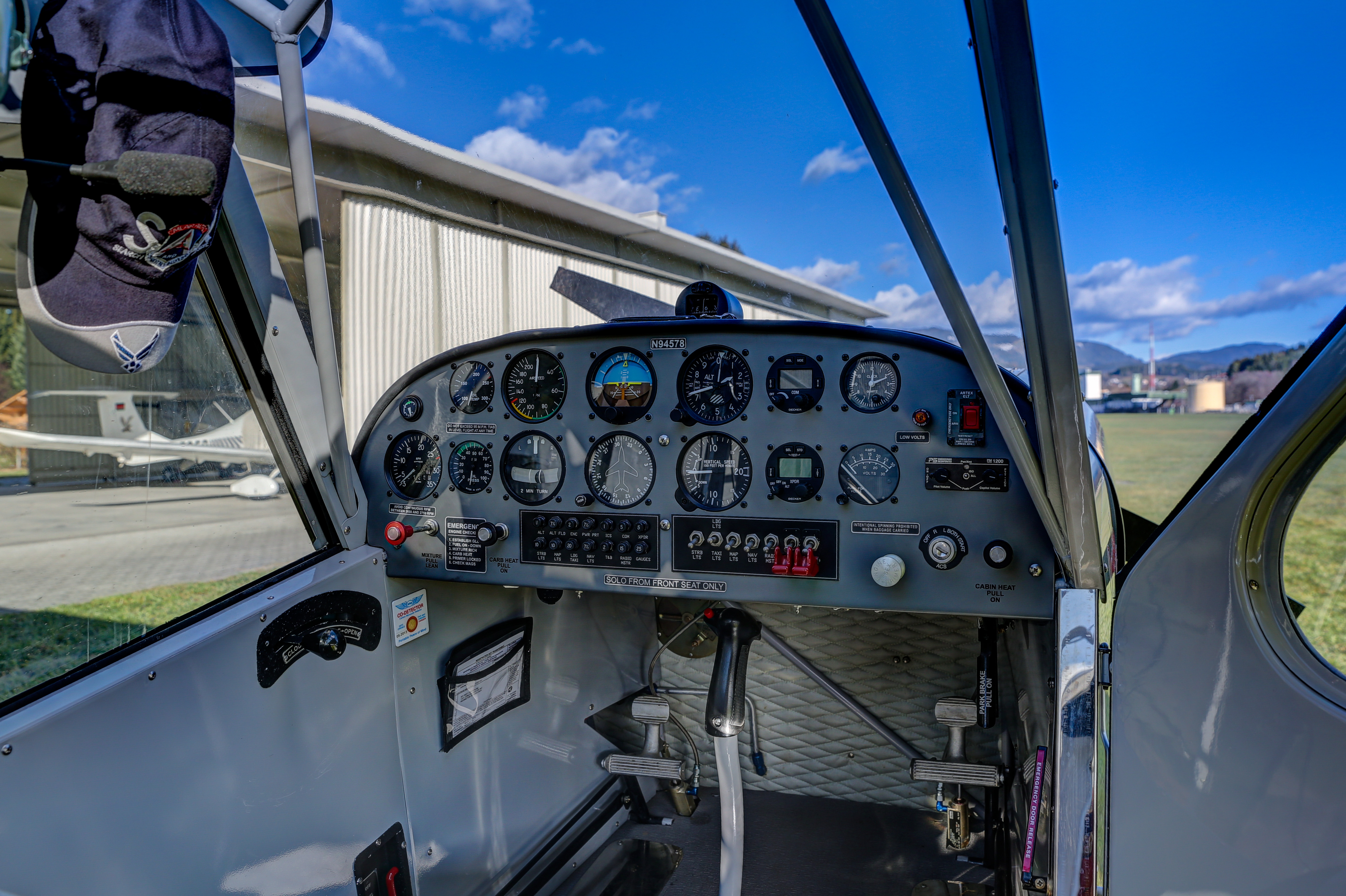
Aeronca L-16 7BCM 1947 Cockpit

Seit 1996 gehört Aeronca zur Magellan Aerospace und baut Komponenten für Luft-und-Raumfahrtunternehmen, darunter Boeing, Northrop Grumman, Lockheed Martin und Airbus.

## Leichtflugzeuge und Motoren
Auszug der Flugzeuge und Triebwerke, die bei Aeronca entwickelt und gebaut wurden:
- Aeronca C-4, durch Aeronca-Manager Conrad Dietz vorgeschlagenes Kabinendoppeldecker-Design. Konzept wurde abgelehnt zugunsten der C-2.
- Aeronca C-2, ab 1929, einmotoriger einsitziger Hochdecker mit Hecksporn
- Aeronca C-3, ab 1931, zweisitzige Version (side-by-side), Weiterentwicklung der Aeronca C-2
- Aeronca 100, ab 1936, englische Variante der Aeronca C-3
- Aeronca L, ab 1935, einmotoriger zweisitziger (side-by-side) Tiefdecker mit konventionellem Spornfahrwerk
- Aeronca K, ab 1937, einmotoriger zweisitziger Hochdecker mit konventionellem Spornradfahrwerk
- Aeronca 50 Chief, ab 1938, einmotoriger zweisitziger (side-by-side) Hochdecker mit konventionellem Spornfahrwerk und 50-PS-Motor
- Aeronca 65 Super Chief, ab 1938 jedoch mit 65-PS-Motor
- Aeronca Defender, 1938, einmotoriger zweisitziger Hochdecker
- Aeronca L-3, 1941, militärische Version der Aeronca Champion, leichtes Verbindungs- und Beobachtungsflugzeug der US-Streitkräfte
- Aeronca TG-5, 1942, Armee-Segelflugtrainer auf Basis der L-3-Struktur
- Aeronca LNR, 1942 für die US-Marine, war die Marineversion der TG-5
- Aeronca L-16, bis 1944, militärisches Verbindungsflugzeug auf der Grundlage der Aeronca Champion 7
- Aeronca 7 Champion, 1945, einmotoriger zweisitziger Hochdecker, Spornrad
- Aeronca 9 Arrow, 1947, einmotoriger zweisitziger Tiefdecker mit Einziehfahrwerk
- Aeronca 11 Chief, 1945, neues Design, ähnlich dem Vorkriegs-Chief (1938), allerdings mit einer breiteren Kabine und unterschiedlicher Flügelstruktur
- Aeronca Sedan 15, 1947, viersitziges Flugzeug mit stoffbezogenem Rumpf und Vollmetallflügeln

### Motoren
- Aeronca E-107
- Aeronca E-113[2]